# Calliergon macounii
Calliergon macounii là một loài rêu trong họ Amblystegiaceae. Loài này được Karczm. mô tả khoa học đầu tiên năm 1966.